# アッシリア十三士

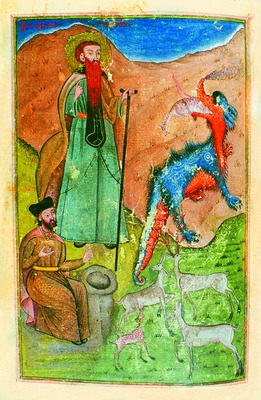
ダヴィド・ガレジ修道院. 18世紀に描かれたミニアチュール画

アッシリア十三教父(グルジア語: ათცამმეტი ასურელი მამანი, atsamet'i asureli mamani, 英語: The Thirteen Assyrian Fathers) は、6世紀にグルジアのキリスト教信仰を強化するためにメソポタミアから遣わされた13人の修道士たちである。グルジア正教会において古くから伝えられており、修道院の建設や禁欲主義の運動を始めたとされる。

## 概要
アッシリア教父の存在は中世グルジア教会の聖者伝に言及があるのみで、そのうち4点は原典のまま残存しているが、その他は18世紀のシナクサリーのために新たに編纂されたものであるとされている。司教アルセン1世（830-87）、アルセン2世（955-80）らが編纂者であるとの説が有力だが、7世紀末に編纂されたとの説も提唱されている。
現代のグルジアに残っている修道院の多くはアッシリア教父の名を冠しており、実際に彼らとその弟子たちによって建設されたと考えられている。これらの修道院は中世、宗教的基盤として、グルジア正教会の繁栄のための重要な役割を担っていた。
古くから口承においても19人のアッシリア教父の名が伝えられているが、数字としては13の方がより象徴的である。彼らがアッシリア人、アッシリアで教育を受けたグルジア人、シリアから亡命した宣教師のいずれであるか、現代の学者間では意見が分かれている。当時グルジアでは原始単性論が主流であったため、単性論が衰退していたシリアから単性論派である彼らがやってきたのではないかという説もある。
以下、13教父の名
1. ダヴィド・ガレジェリ(Davit Garejeli , დავით გარეჯელი) / David of Gareja
2. ヨアン・ゼダネリ(Ioane Zedazneli, იოანე ზედაზნელი) / John of Zedazeni
3. アビボス・ネクレセリ(Abibos Nekreseli, აბიბოს ნეკრესელი) / Abibos of Nekresi
4. シオ・ムグヴィメリ(Shio Mgvimeli, შიო მღვიმელი) / Shio of Mgvime
5. ヨセフ・アラヴェルデリ(Ioseb Alaverdeli, იოსებ ალავერდელი) / Joseph of Alaverdi
6. アントン・マルトコピ(Anton Martqopeli, ანტონ მარტყოფელი) / Anton of Martqopi
7. タデウス・ステパンツミンデリ(Tadeoz Stepantsmindeli, თადეოზ სტეფანწმინდელი) / Thaddeus of Stepantsminda
8. ピロス・ブレテリ(Piros Breteli, პიროს ბრეთელი) / Pyrrhus of Breti
9. イセ・ツィルクネリ(Ise Tsilkneli, ისე წილკნელი) / Jesse of Tsilkani
10. ステパン・キルセリ(Stepane Khirseli, სტეფანე ხირსელი) / Stephen of Khirsa
11. イシドル・サムタヴネリ(Isidore Samtavneli, ისიდორე სამთავნელი) / Isidor of Samtavisi
12. ミカエル・ウルンボエリ(Mikael Ulumboeli, მიქაელ ულუმბოელი) / Michael of Ulumbo
13. ゼノン・イカルトエリ(Zenon Iqaltoeli, ზენონ იყალთოელი) / Zeno of Iqalto